# 50e à 41e millénaires avant le présent
200e à 101e millénaires AP |
100e à 71e millénaires AP |
70e à 51e millénaires AP |

50e à 41e millénaires avant le présent
|
40e à 36e millénaires AP |
35e à 31e millénaires AP |
30e à 26e millénaires AP

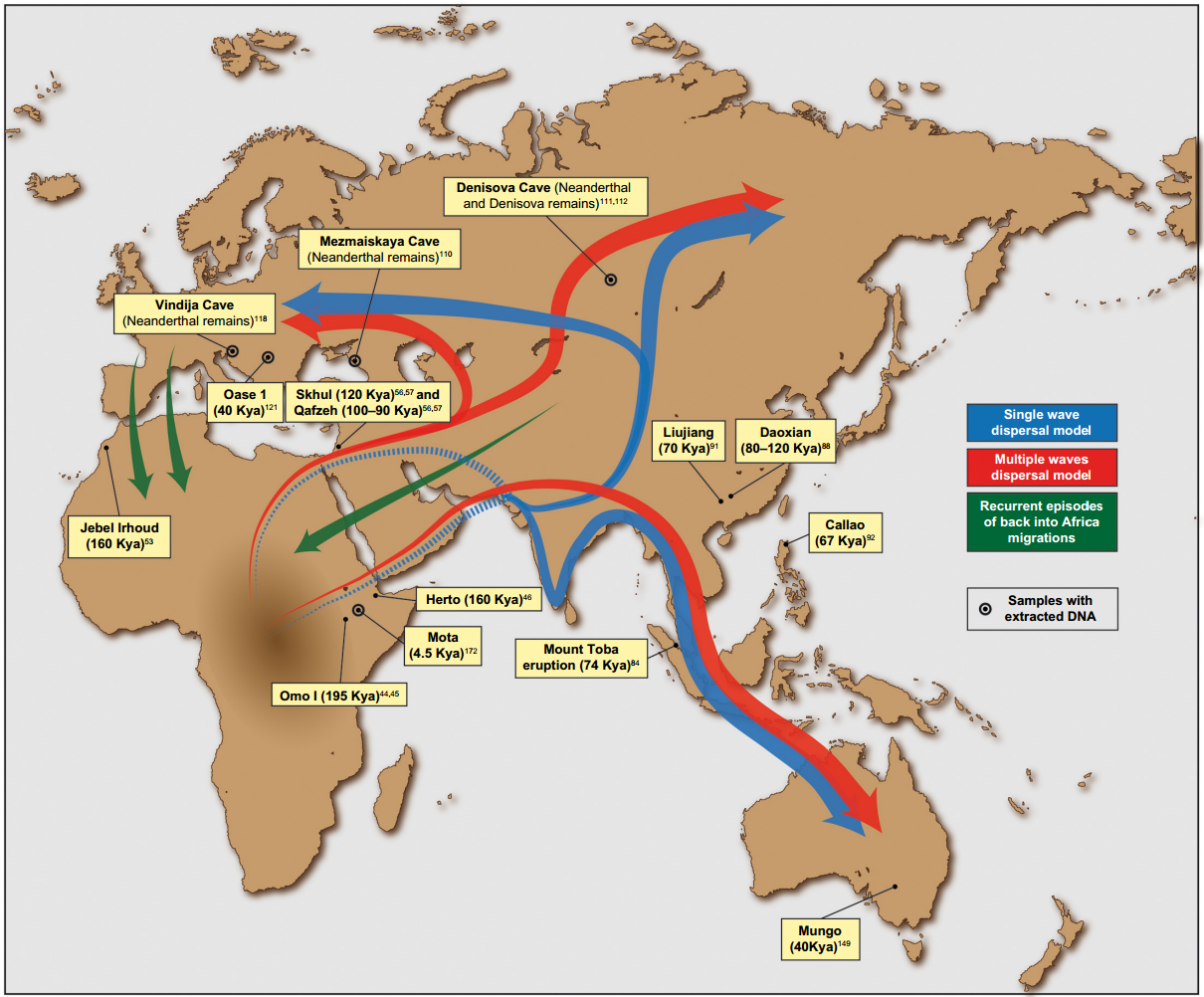
Les voies d'expansion possibles dHomo sapiens en Eurasie

Cet article traite de l’histoire évolutive de la lignée humaine entre 50 000 et 40 000 ans avant le présent (AP). Homo sapiens entame au début de cette période son expansion vers l’Europe et vers la Sibérie à partir du Proche-Orient. Le reflux des Néandertaliens et des Dénisoviens commence en Eurasie. Les trois espèces s’hybrident dans une proportion modeste. Des groupes d’Homo sapiens venus du Sunda atteignent le Sahul (Australie, Tasmanie, et Nouvelle-Guinée) en passant par la Wallacea il y a au moins 50 000 ans. Ces hommes maitrisaient nécessairement la navigation pour pouvoir franchir un bras de mer d'au moins 100 km quand le niveau de la mer était au plus bas en raison de la glaciation.

## Évènements
- Vers 42 000 ans avant le présent (AP) : événement de Laschamps, une excursion du champ magnétique terrestre qui aurait endommagé la couche d'ozone, ce qui aurait pu provoquer l'extinction de certaines espèces[3].

### Afrique
- Entre 43 000 et 41 000 ans avant le présent (AP) : exploitation minière de l'ocre rouge sur le site de la grotte du Lion, en Eswatini (Ngwenya Mine (en))[4].

### Amérique
- Entre 50 000 et 40 000 ans AP : le site de Topper, en Caroline du Sud, livre des artéfacts, dont des lames de silex et des burins, découverts en 1998 et datés en 2004 entre 50 000 et 40 000 ans[5].

### Asie
- 47 000 ans AP : restes d’Homo sapiens trouvés dans les grottes de Tabon, sur l'île de Palawan, aux Philippines[6].
- Vers 47 000 ans AP : arrivée d’Homo sapiens en Sibérie et en Mongolie, ce qui produira un peu plus tard la culture de l'Ordos[7] ; sites de Tolbor, Kara-Bom et Kamenka) jusqu'au nord de la Chine (Shuidonggou)[1].
- 45 000 ans AP : Homme de Ust-Ishim, nom donné à un fémur d’Homo sapiens découvert en 2008 près d’Ust’-Ishim, dans la province d'Omsk, en Sibérie occidentale. La préservation de son ADN a permis en 2014 le séquençage complet de son génome. Il représente une population qui n'aurait pas eu de descendance dans les populations européennes et asiatiques actuelles[1]. La structure de ses gènes néandertaliens permet d'estimer la date de l'hybridation entre Sapiens et Néandertal autour de 55 000 ans AP.
- Vers 45 000 ans AP : aiguille à coudre en os d'oiseau découverte dans la grotte de Denisova[8].
- De 45 000 à 27 000 ans AP : mains négatives (au pochoir) et peintures rupestres de plusieurs grottes du parc de Maros-Pangkep (dont Leang-Leang), au Sulawesi du Sud, en Indonésie[9]. L'une d'elles, datée d'environ 45 000 ans, représente un suidé local babiroussa[1].
- 42 000 ans AP : plus de 38 000 restes de 23 espèces de poissons attestent de la pêche en eau profonde au Timor oriental, peut-être avec des filets[10].

### Océanie
- De 50 000 à 40 000 ans AP : le peuplement de la Nouvelle-Guinée se poursuit : sites de Bobongara sur la péninsule de Huon (avant 40 000 ans), de Lachitu sur la côte nord (40 000 ans), de Buang Merabak (entre 45 000 et 43 000 ans), et de Matenkupkum (entre 41 000 et 39 000 ans), en Nouvelle-Irlande, Yombon (entre 42 000 et 39 000 ans), et Kupona na Dari (entre 38 000 et 34 000 ans), sur l’archipel Bismarck, sites montagneux de la vallée d’Ivane (entre 49 000 et 44 000 ans) et de Nombe. Les colons subsistent en exploitant les ressources marines (pêche, collecte de coquillages) et terrestres (chauves-souris, lézards, noix de pandanus et igname sauvage). Ils pratiquent le défrichement (haches du site de Bobongara) et le brulis (vallée d’Ivane) pour élargir la prairie aux dépens de la forêt primaire[11].
- De 50 000 à 40 000 ans AP : extinction de la mégafaune australienne, probablement due à l’activité humaine (chasse et brulis pour activer la pousse de végétaux comestibles)[12].

- Vers 45 000 ans AP :

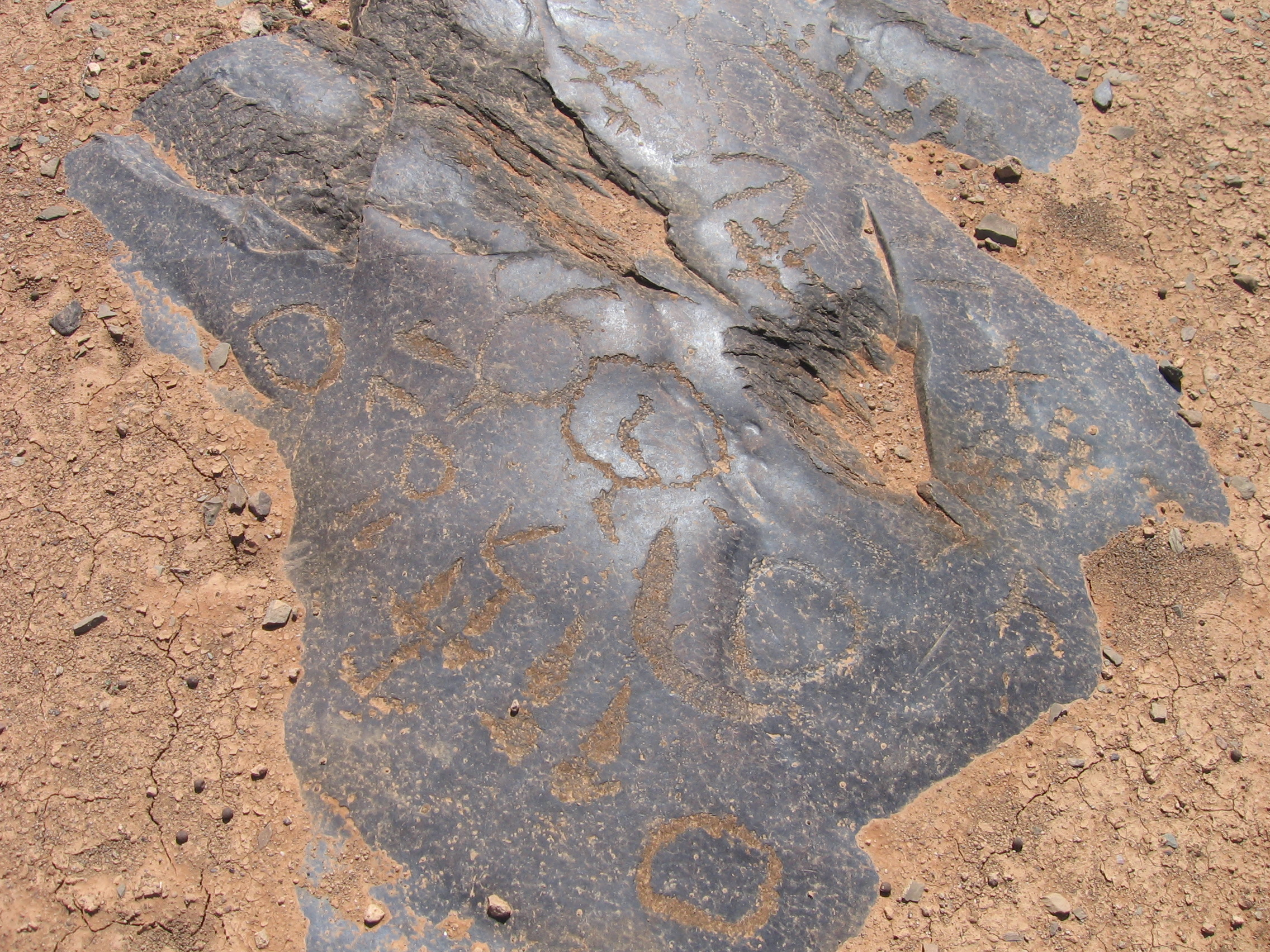
Pétroglyphes, Panaramitee Station, au nord de Flinders Ranges, Australie-Méridionale

  - début de l'occupation humaine de l'abri sous roche de Nawarla Gabarnmang, dans le Parc national de Kakadu, en Terre d'Arnhem, en Australie, daté de 45 185 ± 910 ans AP[13]. C'est un des sites majeurs de l'art rupestre mondial[14].
  - découverte sur le site de Panaramitee, en Australie, de pétroglyphes (gravures sur pierre) datés de plus de 45 000 ans : labyrinthes, cercles, points et arcs. Ils sont la première étape d'une longue tradition de l'art rupestre australien, le style Panaramitee, qui s'est poursuivi jusqu'au XXe siècle[15].
- De 45 000 à 35 000 ans AP : les pratiques symboliques et la production artistique se différencient dès le début de la colonisation : perles en os et en coquillages (conus) au nord, utilisation de pigments (ocre, hématite), gravures sur roche[16]. Les premiers australiens s’adaptent à des environnements très variés ; sites de Purijarra et Parnkupirti dans les déserts sableux de l’intérieur, Boodie Cave (ile de Barrow) et Mandu Mandu creek (North West Cape) dans les déserts côtiers, Allens Cave dans les déserts rocheux (plaine de Nullarbor), Carpenter's Gap 1, Riwi cave, GRE 8, dans les zones karstiques arides (Napier Range (en)), les savanes arborées (Ngarrabullgan (en)), les forêts tempérées ouvertes (Devil's Lair (en)), les forêts des rives des rivières et des lacs (lac Mungo, région des lacs Willandra-Darling).
- Vers 40 000 ans AP : des groupes humains atteignent la Tasmanie, alors reliée au continent australien par voie terrestre (grotte de Warreen).
- Vers 30 000 ans AP : le site de Cuddie Springs (en), près de Brewarrina, en Nouvelle-Galles du Sud, a livré les plus anciennes meules à grain connues, datées vers 30 000 ans AP.

### Moyen-Orient
- De 50 000 à 40 000 ans AP : Homo sapiens se répand dans toutes les régions habitables du Moyen-Orient. Dans les grands bassin fluviaux les conditions d’alluvionnement ne permettent toutefois pas de découvrir les traces d’une éventuelle occupation. Les sépultures s’enrichissent d’un nombre considérable d’objets, de parures et de décorations[17].

### Europe
- 50 000 ans AP :

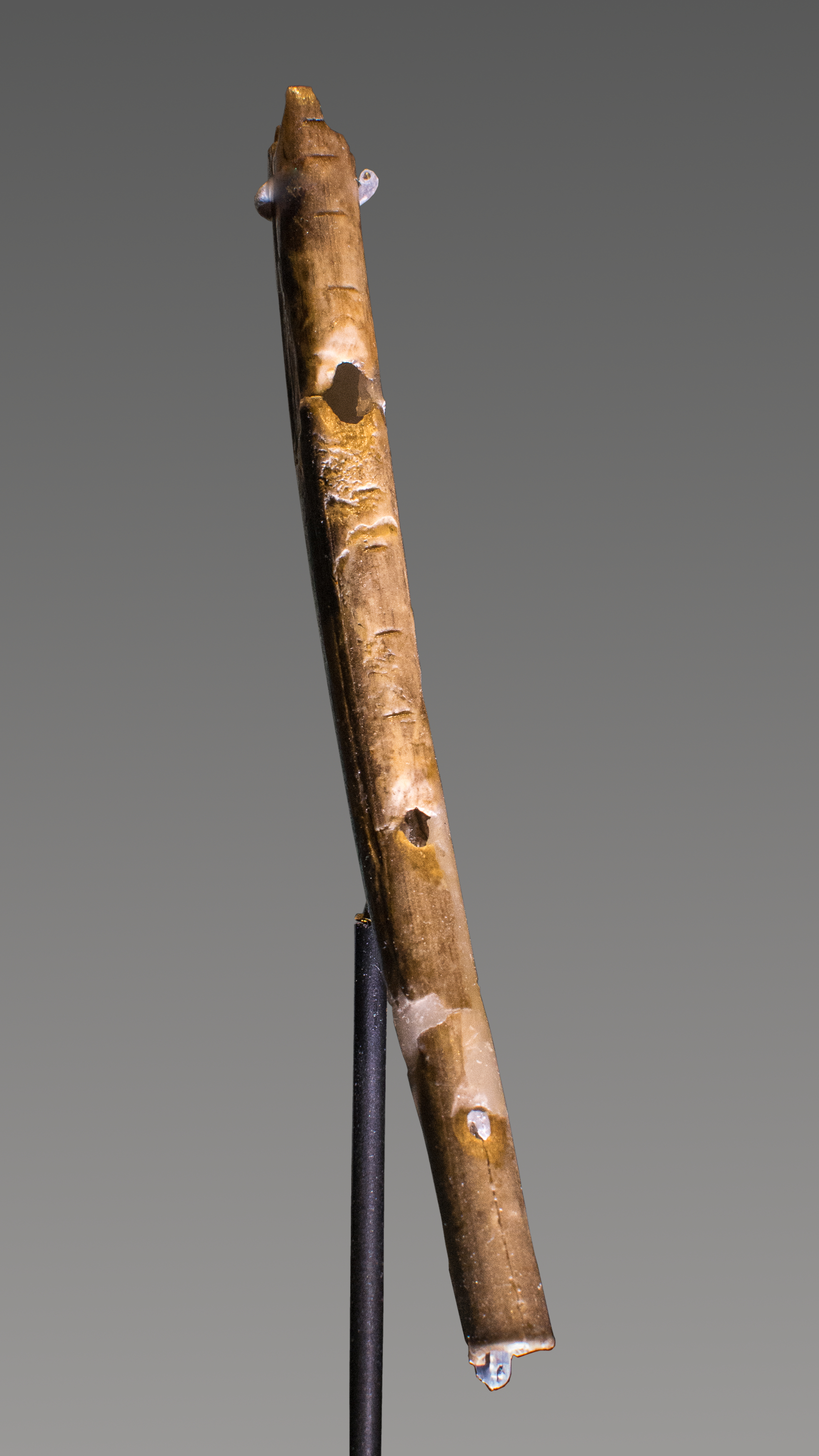
Flûte de la grotte de Geißenklösterle

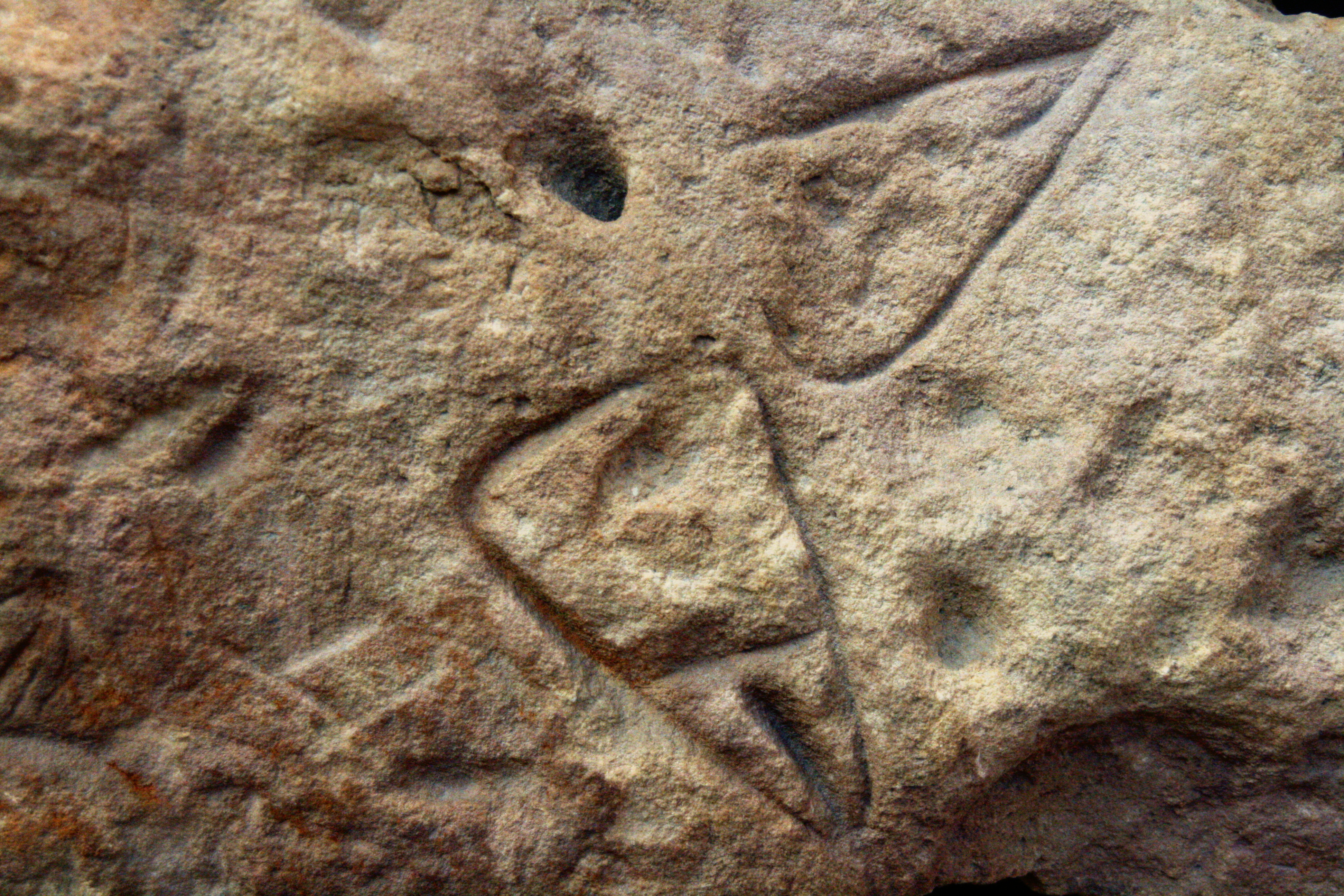
Vulves gravées sur un bloc trouvé à la Ferrassie

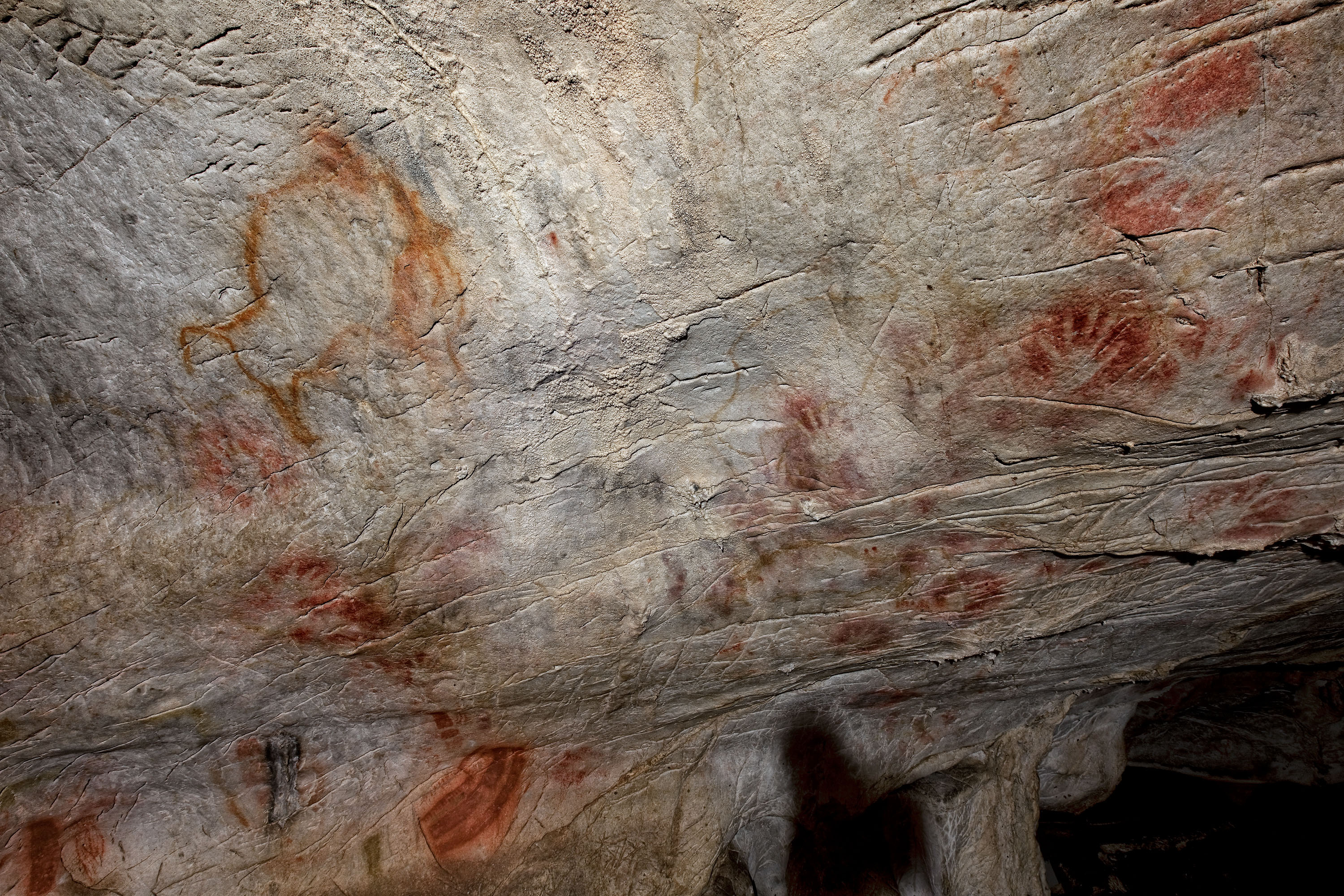
Panneau des mains de la grotte d'El Castillo. Le bison est magdalénien, mais certains des symboles rouges de ce panneau sont parmi les peintures les plus anciennes trouvées en Europe, vieilles d'environ 40800 ans

  - en Pologne, le recul des glaciers permet aux Néandertaliens de s'installer dans la région de Cracovie[18].
  - la cueva de los Aviones (es) et la Cueva Antón, dans la région de Murcie, en Espagne, livrent des coquillages marins perforés, imprégnés à l’intérieur de colorants orange (goethite) et rouge (hématite) par des Néandertaliens[19]. En France, un godet à couleur rouge (hématite), aménagé par des Néandertaliens dans un galet, a été découvert dans un niveau moustérien de la grotte de Néron, à Soyons, en Ardèche[20].
- 49 000 ans AP : douze Néandertaliens, victimes de cannibalisme, dont les ossements fossiles ont été découverts en 1994 dans la grotte d'El Sidrón, dans les Asturies, dans le nord-ouest de l’Espagne, faisaient partie d’une même famille et sont tous décédés à peu près en même temps. Les analyses génétiques des individus ont conclu que ce clan pratiquait l’exogamie et la patrilocalité[21].
- Entre 47 530 et 43 000 ans AP : Homo sapiens est signalé par trois dents de lait datées par le carbone 14 en 2011, à la grotte du Cheval, dans le sud de l'Italie, associées à une industrie lithique dite de transition, appelée l'Uluzzien[22].
- 46 000 ans AP : présence humaine néandertalienne attestée sur un site préhistorique découvert en 2005 sur le territoire du village de Primma, près de Lviv, en Ukraine[23].
- 44 000 ans AP : site archéologique de Molodova, sur la rive droite du Dniestr, lieu dit Bailova-Ripa, dans la province de Tchernivtsi, en Ukraine, découvert par I.G. Botez et N. N. Morosan en 1928, daté de 44 000 ans pour les occupations moustériennes récentes. Le site est fréquenté par des Néandertaliens, qui ont construit une hutte ovale de 8 mètres sur 10 en os de mammouth, à l'aide de 12 crânes, 15 défenses, 34 omoplates, 5 mandibules et 51 os longs, ce qui correspond à au moins 15 individus. Elle comprend une quinzaine de foyers et de nombreux débris culinaires[24],[25].
- Vers 45 000 ans AP : ossements fossiles fragmentaires d'Homo sapiens identifiés par leur ADN dans la grotte de Bacho Kiro, en Bulgarie. Ils sont accompagnés de vestiges lithiques dits du Paléolithique supérieur initial, qui évoquent le Châtelperronien connu en France à la même époque[26].
- De 45 000 à 38 000 ans AP : Châtelperronien, culture attribuée aux derniers Néandertaliens présents dans le centre et sud-ouest de la France et le nord de l'Espagne[27] : racloirs, pointes d’encoche et denticulés, pointe de Châtelperron, couteau à dos courbe façonné sur un support allongé comparable aux lames du Paléolithique supérieur, instruments en os qui se diversifient ; apparition de premiers éléments de parure châtelperroniens dans la grotte du Renne à Arcy-sur-Cure vers 45 000 ans AP : dents perforées à la racine ou rainurées pour permettre leur suspension, fragments d’os découpés et façonnés, qui peuvent être attribués à l’artisanat néandertalien[28].
- Entre 43 500 et 42 300 ans AP : des traces de charbon trouvées à 10 centimètres des peintures de la grotte de Nerja, en Espagne, ont été datées en 2012[29]. Elles seraient liées à l'éclairage utilisé lors de la réalisation ou de l'observation des peintures représentant des phoques, qui seraient les plus anciennes représentations artistiques connues en Europe.
- 43 000 ans AP :
  - Début de l'Aurignacien en Europe de l'Ouest, première culture du Paléolithique supérieur à s'étendre sur l’ensemble de l’Europe. On la trouve aussi au Proche-Orient et jusque dans l'Altaï, avec des variations. Essor des outils lithiques lamellaires et généralisation des industries en matières dures animales : grattoirs très divers, lamelle Dufour, pointes de sagaies en bois de renne, premiers bâtons percés, éléments de parure (dents d’animaux, coquillages, pendeloques d’os ou d’ivoire)[8]. Le gisement de la grotte de Geißenklösterle, dans le Jura souabe, en Allemagne, daté de 43 000 à 42 000 ans AP, livre notamment des outils de pierre, des parures, des flutes en ivoire de mammouth ou en os d'oiseaux[30].
  - Début de l'art préhistorique européen. Après une période pré-figurative (incisions moustériennes et châtelperroniennes sur os ou blocs de pierre), l’art figuratif apparait à l’Aurignacien et est présent, dès sa phase ancienne, dans de nombreux sites : des blocs portent des gravures de représentations sexuelles féminines (La Ferrassie) ou, plus rarement, masculines. Des animaux sont également figurés par la gravure, la peinture ou la sculpture. Quelques représentations humaines sont connues, notamment en Allemagne.
- De 42 000 à 41 000 ans AP : sépultures néandertaliennes de La Ferrassie, découvertes en 1909 en Dordogne. Le site a livré en tout 8 sépultures de Néandertaliens, dont 2 adultes, 4 enfants, un nourrisson et un fœtus[31].
- Entre 41 600 et 38 000 ans AP : des Néandertaliens utilisent des plumes et des serres de rapace comme ornement, comme le montre la disposition des traces de découpe sur les ossements des oiseaux retrouvés dans la grotte de Fumane, en Italie[32].
- 40 800 ans AP : traces d'ocre rouge prélevées dans la grotte d'El Castillo, en Espagne, datées en 2012 par l'uranium-thorium, à une époque où les Néandertaliens, dont on a retrouvé quelques ossements, coexistent avec les Hommes modernes, ce qui pose la question de l'identité de l'auteur des peintures[33]. Les datations faites en 2018 sur des peintures de la grotte de La Pasiega (Cantabrie), la grotte de Maltravieso (Estrémadure) et la grotte d'Ardales (es) (Andalousie), respectivement de 64 800, 66 700 et 65 500 ans, au demeurant très contestées, ouvrent la polémique sur l'existence d'un art pariétal néandertalien[34].
- 40 300 ans AP : sépulture contenant le squelette fossile d’un jeune enfant néandertalien au Moustier 2 en Dordogne[35].
- Vers 40 000 ans AP : Oase 1, Homo sapiens adulte, dont une mandibule datée en 2015 a été découverte en 2002 à Peștera cu Oase, en Roumanie. Son ADN est d'origine néandertalienne à 7,3 %, soit quatre fois plus que chez les Eurasiens actuels (environ 2 % d'origine néandertalienne). Il a eu un ancêtre néandertalien seulement 4 à 6 générations avant sa naissance, et n'a pas contribué à l'ascendance des Européens actuels[36]. Oase 2, un crâne d'Homo sapiens adolescent découvert sur le site en 2003 présente également quelques caractéristiques néandertaliennes.
- Vers 36 500 ans AP : Kents Cavern 4, un fragment de mâchoire humaine, découvert en 1927 dans la grotte de Kent, en Angleterre, et daté en 2011, est le plus ancien fossile d’Homo sapiens connu en Grande-Bretagne[37],[38].